# Silke Müller
Silke Müller (Frankfurt am Main, 23 november 1978) is een Duitse hockeyspeelster die onder andere deel uitmaakte van het Duitse team dat de gouden medaille won op de Olympische Spelen in 2004.
In totaal heeft ze 130 interlands gespeeld: 120 interlands op het veld en 10 interlands in de zaal.

## Erelijst

### Nationaal team
- 2000 – Europacup (Zaal)Hockey, te Vienna (Oostenrijk) – (1)
- 2002 – WK hockey te Perth (Australië) – (7)
- 2003 – Champions Challenge, Catania (Italië) – (1)
- 2003 – EK hockey te Barcelona (Spanje) – (3)
- 2004 – Olympic Qualifier, te Auckland– (4)
- 2004 – Olympische Spelen te Athene (Griekenland) – (1)
- 2004 – Champions Trophy te Rosario (Argentinië) – (2)
- 2005 – EK hockey te Dublin (Ierland) – (2)
- 2005 – Champions Trophy te Canberra (Australië) – (5)
- 2006 – Europacup (Zaal)Hockey, te Eindhoven – (1)
- 2006 – Champions Trophy te Amstelveen – (1)
- 2006 – WK hockey te Madrid (Spanje) – (8)

### Clubteam
- 1997 – 1e Bundesliga (zaal) – (1e. Eintracht Frankfurt)
- 2001 – 1e Bundesliga (veld) – (1e. Rüsselsheimer RK)
- 2002 – 1e Bundesliga (zaal) – (1e. Rüsselsheimer RK)
- 2002 – Europees (zaal) kampioenschap – (1e. Rüsselsheimer RK)
- 2003 – 1e Bundesliga (zaal) – (1e. Rüsselsheimer RK)
- 2003 – Europees (zaal) kampioenschap – (1e. Rüsselsheimer RK)
- 2004 – 1e Bundesliga (zaal) – (1e. Rüsselsheimer RK)
- 2004 – Europees (zaal) kampioenschap – (1e. Rüsselsheimer RK)
- 2004 – 1e Bundesliga (veld) – (1e. Rüsselsheimer RK)
- 2005 – 1e Bundesliga (zaal) – (1e. Rüsselsheimer RK)
- 2005 – 1e Bundesliga (veld) – (3e. Rüsselsheimer RK)
- 2005 – Europees (zaal) kampioenschap – (1e. Rüsselsheimer RK)
- 2006 – Hoofdklasse (veld) – (5e. SV Kampong)
- 2006 – Hoofdklasse (zaal) – (1e. SV Kampong)
- 2007 – 1e Bundesliga (veld) – (2e. Rüsselsheimer RK)
- 2007 – 1e Bundesliga (zaal) – (3e. Rüsselsheimer RK)
- 2008 - 1e Bundesliga (veld) – (5e. Rüsselsheimer RK)
- 2008 – 1e Bundesliga (zaal) – (3e. Rüsselsheimer RK)
- 2009 - 1e Bundesliga (veld) – (3e. Rüsselsheimer RK)
- 2009 – 1e Bundesliga (zaal) – (2e. Rüsselsheimer RK)

| rang | land | Nationale Team Duitsland Olympische Spelen 2004 |
| ---- | ---- | --- |
| Goud | GER  | Tina Bachmann, Denise Klecker, Mandy Haase, Nadine Ernsting-Krienke, Caroline Casaretto, Natascha Keller, Silke Müller, Marion Rodewald, Heike Lätzsch, Fanny Rinne, Louisa Walter, Anke Kühn, Badri Latif, Julia Zwehl, Sonja Lehmann, Franziska Gude |